# Wybory parlamentarne w Polsce w 1976 roku
Wybory parlamentarne w Polsce w 1976 roku – wybory do Sejmu PRL, które zostały przeprowadzone 21 marca 1976, równocześnie z wyborami do rad narodowych (na podstawie uchwały Rady Państwa z 17 stycznia 1976). Mandaty w Sejmie przydzielono organizacjom należącym do Frontu Jedności Narodu, według ustalonej puli. W Sejmie znaleźli się więc przedstawiciele PZPR (w większości), pozostałych koncesjonowanych partii (ZSL i SD), a także kilkadziesiąt osób bezpartyjnych (w tym po kilku przedstawicieli Stowarzyszenia „Pax”, Znaku (który występował w wyborach po raz ostatni, przed przekształceniem go w PZKS) i ChSS).
Podczas wyborów dowożono ludzi specjalnie zamówionymi na tę okoliczność autobusami. Telewizja pokazywała odświętnie ubranych ludzi oddających głos. Głosowano bez skreśleń, wyłącznie na tzw. miejsca mandatowe.
Do wyborów nie mógł przystąpić Stanisław Stomma z koła poselskiego Znak.

## Oficjalne wyniki głosowania i wyniki wyborów
Oficjalnie podano, że frekwencja w wyborach do Sejmu wyniosła 98,3%. Na listy Frontu Jedności Narodu padło 99,4% głosów. Polska Zjednoczona Partia Robotnicza otrzymała 56,7% składu izby, Zjednoczone Stronnictwo Ludowe 24,6%, bezpartyjni 10,7%, Stronnictwo Demokratyczne 8%. W porównaniu z poprzednimi latami liczba posłów PZPR powiększyła się kosztem ZSL i SD. Udział bezpartyjnych posłów pozostał niezmienny.
Nieznany jest prawdziwy wynik głosowań. Podczas liczenia głosów dochodziło do zawyżania rezultatów wyników przez poszczególne województwa. Frekwencję 98,27% zatwierdziło Biuro Polityczne KC PZPR.

### Podział mandatów
|  | Ugrupowanie                              | Mandaty | % mandatów |
|  | ---------------------------------------- | ------- | ---------- |
|  | Polska Zjednoczona Partia Robotnicza     | 261     | 56,7%      |
|  | Zjednoczone Stronnictwo Ludowe           | 113     | 24,6%      |
|  | Stronnictwo Demokratyczne                | 37      | 8%         |
|  | Stowarzyszenie „Pax”                     | 5       | 1,1%       |
|  | Znak                                     | 5       | 1,1%       |
|  | Chrześcijańskie Stowarzyszenie Społeczne | 2       | 0,4%       |
|  | Niestowarzyszeni                         | 37      | 8%         |

### Przykładowe wyniki na poszczególnych kandydatów
- poseł Józef Kępa w okręgu wyborczym nr 3 w Warszawie-Ochota – 98,65%
- poseł Piotr Jaroszewicz w okręgu wyborczym nr 4 w Warszawie-Praga Północ – 99,17%
- poseł Edward Gierek w okręgu wyborczym nr 24 w Sosnowcu – 99,99% (najwięcej głosów, najlepszy wynik w historii PRL)
- poseł Kazimierz Kuraś w okręgu wyborczym nr 32 w Krakowie – 94,52% (najmniej głosów ze wszystkich posłów tej kadencji)